# Амар, Хамед
Хамед Амар (ивр. חמד עמאר‎; род. 5 ноября 1964, Шфарам, Израиль) — израильский политик, депутат кнессета 18—20 и 22—25 созывов от фракции «Наш дом Израиль» («НДИ»)

## Биография
Хамед Амар родился 5 ноября 1964 года в городе Шфараме, Галилея. Друз. Юрист, выпускник факультета политологии университета имени Бар-Илана. С 1982 по 1986 год служил в Армии обороны Израиля. Обладатель пятого дана Карате-Сётокан.

### Трудовая деятельность
В 1998 году стал членом городского совета Шфарама.
С 2002 года Хамед Амар — референт Авигдора Либермана в бытность того министром инфраструктур и министром транспорта.

## Общественная работа
Председатель Ассоциации боевых искусств Израиля.
В 2001 году основал и стал главой Друзского молодёжного движения Израиля, объединяющего почти 10 000 юношей и девушек. 
Хамед Амар рассказывает:
Мы готовим будущих лидеров нашей общины в разных областях: науке, высоких технологиях, политике. Наши воспитанники учатся не только брать, но и давать. Проблема современной молодёжи заключается в том, что она привыкла только получать. Наши молодые люди помогают слабым слоям населения, глухим, слепым, инвалидам. Я верю, что они вырастают хорошими людьми, а также верными гражданами своего государства. 

### Карьера в партии и политике
В партию «Наш дом Израиль» Хамед Амар вступил в 1999 году сразу после её основания.
На выборах 2009 года Хамед Амар двенадцатым номером в партийном списке партии «Наш дом Израиль» баллотируется в кнессет 18-го созыва и становится депутатом.

### В кнессете
- Кнессет 18, 19 и 20 созывов

С 24 февраля 2009 года

### Фракции
- Кнессет 18, 19 и 20 созывов — «Наш дом Израиль»

### Деятельность в комиссиях
- Кнессет 18
  - Член комиссии по экономике
  - Член комиссии по внутренним делам и защите окружающей среды
  - Член комиссии по борьбе с наркотиками

### Другие должности
- Кнессет 18
  - Председатель лобби по борьбе с авариями на дорогах
  - Председатель лобби по продвижению прав друзов в Израиле
  - Председатель лобби по борьбе с наркотиками, алкоголем и насилием
  - Член лобби в пользу местных властей

## Личная жизнь
Женат, трое детей. Проживает с семьёй в Шфараме.